# Hans Corell
Hans Axel Valdemar Corell, född 7 juli 1939 i Västermo, Södermanland, är en svensk jurist och FN-diplomat.

## Biografi
Hans Corell är son till prosten, teologie doktor Alf Corell och ämnesläraren Margit Corell, född Norrman. Han läste juridik vid Uppsala universitet och avlade juris kandidatexamen 1962. Under åren 1962–1972 tjänstgjorde han i olika domstolar (Norra och Södra Vedbo domsagas häradsrätt, Göta hovrätt och Västerviks tingsrätt). Sistnämnda år anställdes han i Justitiedepartementet där han stannade i 13 år, de tre sista som departementets rättschef. Under åren 1984–1994 tjänstgjorde han i Utrikesdepartementet som ambassadör och chef för departementets rättsavdelning och mars 1994–mars 2004 var han FN:s undergeneralsekreterare för rättsliga frågor. 
Corell var medlem i Sveriges delegation till FN:s generalförsamling 1985–1993 och har haft flera förordnanden med anknytning till Europarådet, OECD och ESK (nu OSSE).  Tillsammans med två andra ESK-rapportörer författade han ett förslag om att upprätta en internationell brottmålsdomstol för före detta Jugoslavien som överlämnades till FN i februari 1993.  År 1998 var han generalsekreterarens representant vid Romkonferensen om upprättande av den Internationella brottmålsdomstolen (ICC).  Han är hedersledamot av Södermanlands-Nerikes nation i Uppsala (1989) och juris hedersdoktor både vid Stockholms universitet (1997) och Lunds universitet (2007).
Han var ordförande i styrelsen för Raoul Wallenberg Institute i Lund 2006–2012.